# Oospila deliciosa
Oospila deliciosa là một loài bướm đêm trong họ Geometridae.